# Стрибки у воду на Чемпіонаті світу з водних видів спорту 2023
Змагання зі стрибків у воду на Чемпіонаті світу з водних видів спорту 2023 тривали з 14 до 22 липня 2023 року.

## Розклад змагань
Загалом відбудуться змагання в 13-х дисциплінах.
Для всіх змагань вказано місцевий час (UTC+9).
| Дата          | Час   | Дисципліна                                                |
| ------------- | ----- | --------------------------------------------------------- |
| 14 липня 2023 | 10:00 | Трамплін, 1 метр (жінки), попередній раунд                |
| 14 липня 2023 | 15:00 | Трамплін, 1 метр (чоловіки), попередній раунд             |
| 15 липня 2023 | 09:00 | Синхронний трамплін, 3 метри (чоловіки), попередній раунд |
| 15 липня 2023 | 12:30 | Змішана синхронна вишка, 10 метрів, фінал                 |
| 15 липня 2023 | 15:30 | Трамплін, 1 метр (жінки), фінал                           |
| 15 липня 2023 | 18:00 | Синхронний трамплін, 3 метри (чоловіки), фінал            |
| 16 липня 2023 | 10:00 | Синхронна вишка, 10 метрів (жінки), попередній раунд      |
| 16 липня 2023 | 14:30 | Трамплін, 1 метр (чоловіки), фінал                        |
| 16 липня 2023 | 18:00 | Синхронна вишка, 10 метрів (жінки), фінал                 |
| 17 липня 2023 | 09:00 | Синхронний трамплін, 3 метри (жінки), попередній раунд    |
| 17 липня 2023 | 12:30 | Синхронна вишка, 10 метрів (чоловіки), попередній раунд   |
| 17 липня 2023 | 15:30 | Синхронний трамплін, 3 метри (жінки), фінал               |
| 17 липня 2023 | 18:00 | Синхронна вишка, 10 метрів (чоловіки), фінал              |
| 18 липня 2023 | 10:00 | Вишка, 10 метрів (жінки), попередній раунд                |
| 18 липня 2023 | 14:30 | Вишка, 10 метрів (жінки), півфінал                        |
| 18 липня 2023 | 18:00 | Командні змагання                                         |
| 19 липня 2023 | 09:00 | Трамплін, 3 метри (чоловіки), попередній раунд            |
| 19 липня 2023 | 15:30 | Трамплін, 3 метри (чоловіки), півфінал                    |
| 19 липня 2023 | 18:00 | Вишка, 10 метрів (жінки), фінал                           |
| 20 липня 2023 | 09:00 | Трамплін, 3 метри (жінки), попередній раунд               |
| 20 липня 2023 | 14:30 | Трамплін, 3 метри (жінки), півфінал                       |
| 20 липня 2023 | 18:00 | Трамплін, 3 метри (чоловіки), фінал                       |
| 21 липня 2023 | 09:00 | Вишка, 10 метрів (чоловіки), попередній раунд             |
| 21 липня 2023 | 15:30 | Вишка, 10 метрів (чоловіки), півфінал                     |
| 21 липня 2023 | 18:00 | Трамплін, 3 метри (жінки), фінал                          |
| 22 липня 2023 | 15:30 | Змішаний синхронний трамплін, 3 метри, фінал              |
| 22 липня 2023 | 18:30 | Вишка, 10 метрів (чоловіки), фінал                        |

## Результати

### Медальний залік
*   Країна-господарка (Японія)
| Місце               | Країна              | Золото | Срібло | Бронза | Загалом |
| ------------------- | ------------------- | ------ | ------ | ------ | ------- |
| 1                   | Китай               | 12     | 4      | 3      | 19      |
| 2                   | Австралія           | 1      | 1      | 0      | 2       |
| 3                   | Мексика             | 0      | 4      | 2      | 6       |
| 4                   | Велика Британія     | 0      | 3      | 0      | 3       |
| 5                   | Україна             | 0      | 1      | 0      | 1       |
| 6                   | Італія              | 0      | 0      | 2      | 2       |
| 6                   | Канада              | 0      | 0      | 2      | 2       |
| 8                   | Німеччина           | 0      | 0      | 1      | 1       |
| 8                   | США                 | 0      | 0      | 1      | 1       |
| 8                   | Франція             | 0      | 0      | 1      | 1       |
| 8                   | Японія*             | 0      | 0      | 1      | 1       |
| Загалом (11 збірна) | Загалом (11 збірна) | 13     | 13     | 13     | 39      |

### Чоловіки
| Дисципліна                   | Золото                           | Золото | Срібло                                        | Срібло | Бронза                                  | Бронза |
| ---------------------------- | -------------------------------- | ------ | --------------------------------------------- | ------ | --------------------------------------- | ------ |
| Трамплін, 1 метр             | Пен Яньфен · Китай               | 440.45 | Осмар Олвера Ібарра · Мексика                 | 428.85 | Чжен Цзююань · Китай                    | 418.30 |
| Трамплін, 3 метри            | Ван Цзунюань · Китай             | 538.10 | Осмар Олвера Ібарра · Мексика                 | 507.50 | Даої Лонг · Китай                       | 499.75 |
| Вишка, 10 метрів             | Кессієл Руссо · Австралія        | 520.85 | Лянь Цзюньцзє · Китай                         | 512.35 | Ян Хао · Китай                          | 504.00 |
| Синхронний трамплін, 3 метри | Китай · Ван Цзунюань · Даої Лонг | 456.33 | Велика Британія · Джек Лафер · Ентоні Гардінґ | 424.62 | Франція · Жуль Бує · Алексі Жандар      | 389.10 |
| Синхронна вишка, 10 метрів   | Китай · Лянь Цзюньцзє · Ян Хао   | 477.75 | Україна · Кірілл Болюх · Олексій Середа       | 439.32 | Мексика · Кевін Берлін · Рандал Вільярс | 434.16 |

### Жінки
| Дисципліна                   | Золото                            | Золото | Срібло                                                  | Срібло | Бронза                                    | Бронза |
| ---------------------------- | --------------------------------- | ------ | ------------------------------------------------------- | ------ | ----------------------------------------- | ------ |
| Трамплін, 1 метр             | Лінь Шань · Китай                 | 318.60 | Лі Яцзє · Китай                                         | 306.35 | Аранца Вазкес · Мексика                   | 285.05 |
| Трамплін, 3 метри            | Чень Ївень · Китай                | 359.50 | Чан Яні · Китай                                         | 341.50 | Памела Вейр · Канада                      | 332.00 |
| Вишка, 10 метрів             | Чень Юйсі · Китай                 | 457.85 | Цюань Хунчань · Китай                                   | 445.60 | Келі Маккей · Канада                      | 340.25 |
| Синхронний трамплін, 3 метри | Китай · Чан Яні · Чень Ївень      | 341.94 | Велика Британія · Ясмін Гарпер · Скарлет Мев Янсен      | 296.58 | Італія · Елена Бертоккі · К'яра Пеллакані | 285.99 |
| Синхронна вишка, 10 метрів   | Китай · Чень Юйсі · Цюань Хунчань | 369.84 | Велика Британія · Андреа Спендоліні-Сіріє · Луїс Тулсон | 311.76 | США · Джессіка Парратто · Ділейні Шнелл   | 294.42 |

### Змішані
| Дисципліна                 | Золото                                                    | Золото | Срібло                                                                              | Срібло | Бронза                                                                      | Бронза |
| -------------------------- | --------------------------------------------------------- | ------ | ----------------------------------------------------------------------------------- | ------ | --------------------------------------------------------------------------- | ------ |
| Трамплін, 3 метри          | Китай · Жу Зіфень · Лінь Шань                             | 326.10 | Австралія · Домонік Бедгуд · Меддісон Кіні                                          | 307.38 | Італія · Маттео Санторо · К'яра Пеллакані                                   | 294.12 |
| Синхронна вишка, 10 метрів | Китай · Ванг Фейлонг · Чжан Цзяці                         | 339.54 | Мексика · Дієго Баллеса · Вівіана Дель Анхель                                       | 313.44 | Японія · Хірокі Іто · Мінамі Ітахасі                                        | 305.34 |
| Команда                    | Китай · Бай Юмінг · Женг Джіюань · Си Яцзе · Жанг Мінджіе | 489.65 | Мексика · Габріела Агундес · Джахір Окампо · Рандал Вільярс · Аранца Вазкес Монтано | 455.35 | Німеччина · Тімо Бартель · Лена Гентшель · Крістіна Вассен · Моріц Вейсманн | 432.15 |